# Jaclyn Smith
Jaclyn Smith, como é normalmente conhecida Jacquelyn Ellen Smith (Houston, 26 de outubro de 1945) é uma atriz norte-americana. Se tornou conhecida pelo papel de Kelly Garrett na série de televisão Charlie's Angels (1976-1981), uma série de ação espirituosa sobre três belas mulheres que trabalham como detetives particulares. Smith foi a única das três protagonistas a permanecer até ao final da série.

## Carreira
Antes da série As Panteras, fez sua estreia no cinema numa ponta em Goodbye, Columbus (1969) e depois em outra participação pequena, mas com crédito no filme para o cinema The Adventurers (1970) e um papel maior, também no cinema no filme Bootleggers (1974); mas foi mesmo na televisão que ganhou fama, antes das As Panteras, fez participações em várias séries de sucesso como The Partridge Family (1970); McCloud, em dois episódios em (1973) e (1975); Anjo Negro (1975); e  em três episódios em Switch (1975) e The Rookies (1975), onde trabalhou com Kate Jackson.

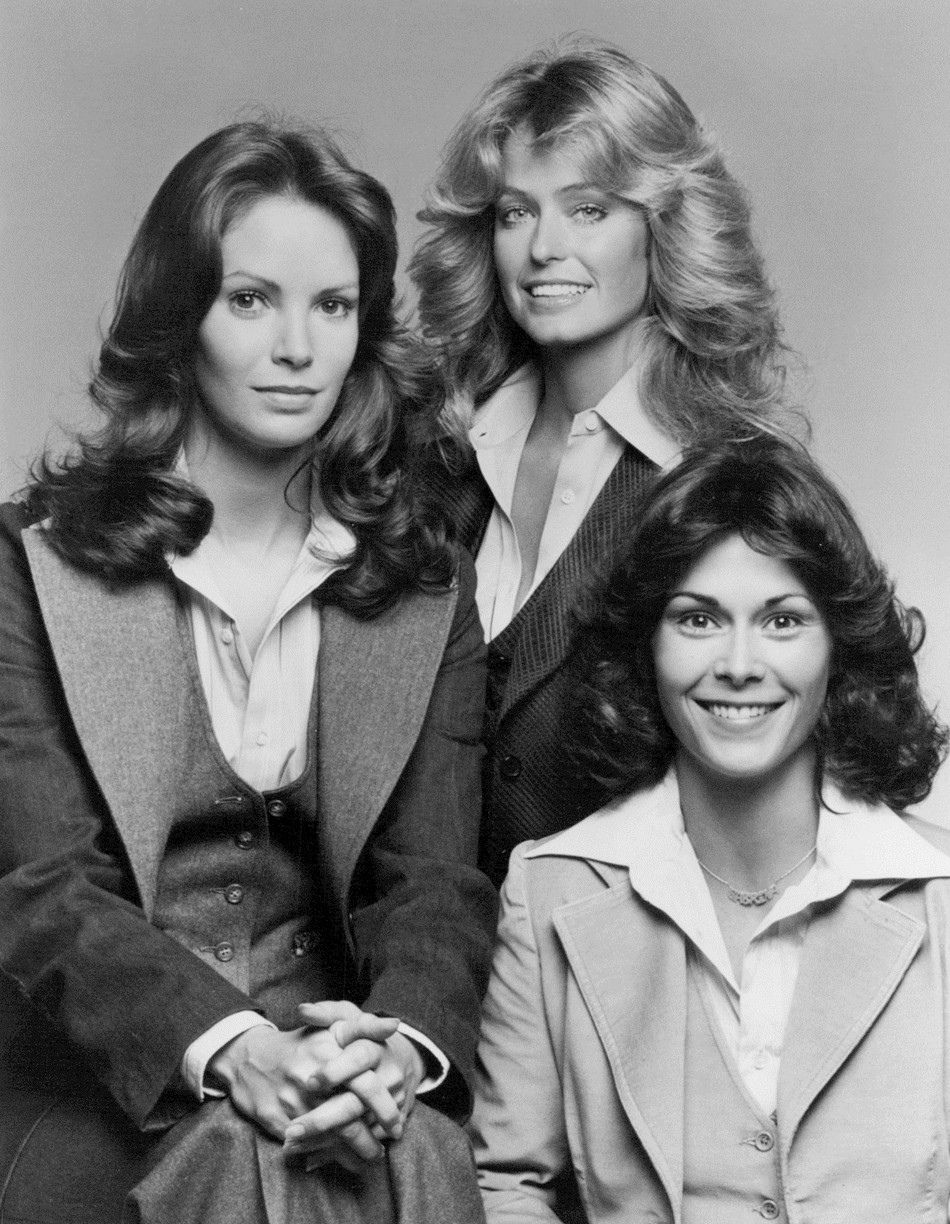
Jaclyn com o elenco de Charlie's Angels de 1976

Depois do término da série foi indicada ao Globo de Ouro de Melhor atriz da televisão pelo telefilme Jacqueline Bouvier Kennedy (1981). Fez vários filmes de sucessos para TV, nos anos 1980, como A Ira dos Anjos (1983); Papai Noel Não Existe (1984); A História de Nightingale (1985); Capricho dos Deuses (1988); A Identidade Bourne (1988), esta em sua primeira versão; no cinema fez Assassinato na Noite (1980) e Déjà Vu (1984), Em 1989 ganhou sua  estrela na Calçada da Fama, sendo ela e Farrah Fawcett, as únicas que interpretaram As Panteras, a ganharem a tão cobiçada Calçada da Fama, sendo que Farrah ganhou a sua em 1995. Em 1985, Smith entrou no mundo dos negócios com a introdução de sua coleção de roupas femininas para Kmart. Foi pioneira no conceito de celebridades em desenvolvimento de marcas próprias, em vez de simplesmente apoiar outros. A temporada número 1 do 15.° episódio de Os Simpsons (The Fat and the Furriest) satirizado muitos sucessos comerciais de Smith, retratando-a como ter sua própria linha de perucas e perfumes, na qual permanece com grande sucesso.
Nos anos 1990, continuou a fazer sucesso nos telefilmes Lies Before Kisses (1991); In the Arms of a Killer (1992); Cries Unheard: The Donna Yaklich Story (1994); My Very Best Friend (1996); Before He Wakes (1998); Three Secrets (1999); entre outros.
Smith teve um papel recorrente como Vanessa Cavanaugh na série de televisão, The District. Reprisou seu personagem Kelly Garrett numa curta participação no filme para o cinema de 2003, Charlie's Angels: Full Throttle.
Teve muitos elogios com sua interpretação no telefilme Ordinary Miracles (2005). Em 2007 foi indicada ao TV Land Awards. Apresentou o reality show Shear Genius no canal People and Arts, em 2007 e 2008. Em 2010, esteve no belo documentário para o cinema 1 a Minute da diretora Namrata Singh Gujral.
Em março de 2010, Smith voltou a atuar depois de uma ausência de cinco anos da TV, com uma participação especial na NBC drama de televisão Lei & Ordem, no episódio premiado com Prêmio Emmy (o Oscar da TV), Bedtime, com uma atuação bastante elogiada. Em março de 2012, Smith co-estrelou em CSI: Investigação Criminal omo Olivia Hodges, a mãe de David Hodges (interpretado por Wallace Langham), em dois episódios.
Em 2015, voltou as filmagens no telefilme da Hallmark Channel USA, intitulado Bridal Wave.
Em 2019, participou do novo remake para o cinema, de sua famosa série Charlie's Angels, onde se tornou a única do elenco original da série a participar das duas versões para o cinema, dessa vez dirigido por Elizabeth Banks, As Panteras/Charlie's Angels, com Kristen Stewart, Naomi Scott, Ella Balinska, novamente repetindo o papel de Kelly Garret. Na TV, fez o telefilme Random Acts of Christmas, pela Hallmark Channel USA.
Em 2021, fez uma participação na série All American, como Wendy Fine, mãe de uma das protagonistas da série.
Em 2023, fez outra participação na série All American, como Wendy Fine, mãe de uma das protagonistas da série, na quinta temporada; e na sexta temporada participou de mais dois episódios em 2024.
Em 2025, fez uma participação na série de Ryan Murphy, Doctor Odyssey.

## Homenagens
Uma série de especialistas em estilo e enquetes de revistas atestaram a popularidade de Smith e declarou-a uma das mulheres mais bonitas do mundo. O difícil de agradar o Sr. Blackwell, uma vez nomeou como a Melhor Mulher Vestida do Mundo. Em 1979, a revista McCall fez uma pesquisa de cujo rosto a maioria das mulheres gostaria de ter; Smith ficou no topo da lista.
Na edição de abril de 1984 com várias pessoas, Smith foi votada como uma das Dez Grandes Faces of Our Time.
Em 1985, McCall elegeu Smith como um dos 10 Melhores Corpos da América. Pessoas nomeadas Smith duas vezes em sua lista anual das Pessoas Mais Bonitas do Mundo. Também em 1985, outra revista a Ladies Home Journal apontou 2.000 homens e mulheres em 100 locais diferentes nos Estados Unidos para determinar Mulheres Favoritas da América; Smith ficou no topo da lista como o Most Beautiful Woman in America, com a atriz Linda Evans chegando em segundo.
Em 1991, a TV Guide, consultou seus leitores da revista e votaram em Smith como a "mulher mais bonita na televisão".
A banda francesa Air foi inspirado por Smith em As Panteras personagem Kelly Garrett para gravar a canção Kelly Watch the Stars para o seu aclamado álbum de 1998 era Moon Safari, e a faixa foi lançada como single.

## Filmografia

### No cinema
| Ano  | Título                                               | Personagem             | Notas                                                                                    |
| ---- | ---------------------------------------------------- | ---------------------- | ---------------------------------------------------------------------------------------- |
| 1969 | Goodbye, Columbus                                    | Wedding Guest          | Papel não creditado                                                                      |
| 1970 | The Adventurers                                      | Belinda                | —                                                                                        |
| 1972 | Probe                                                | Stewardess             | Telefilme                                                                                |
| 1974 | Bootleggers                                          | Sally Fannie Tatum     |                                                                                          |
| 1974 | Sin, American Style                                  | Susan Cole             | Telefilme                                                                                |
| 1976 | The Whiz Kid and the Carnival Caper                  | Cathy Martin           | Telefilme                                                                                |
| 1977 | Escape from Bogen County                             | Maggie Bowman          | Telefilme                                                                                |
| 1978 | The Users                                            | Elena Scheider         | Telefilme                                                                                |
| 1980 | Nightkill                                            | Katherine Atwell       | —                                                                                        |
| 1981 | Jacqueline Bouvier Kennedy                           | Jacqueline Kennedy     | Telefilme Indicada – Globo de Ouro de melhor atriz em minissérie ou filme para televisão |
| 1983 | Rage of Angels                                       | Jennifer Parker        | Telefilme                                                                                |
| 1984 | Sentimental Journey                                  | Julie Ross-Gardner     | Telefilme                                                                                |
| 1984 | George Washington                                    | Sally Fairfax          | Minissérie                                                                               |
| 1984 | The Night They Saved Christmas                       | Claudia Baldwin        | Telefilme                                                                                |
| 1985 | Florence Nightingale                                 | Florence Nightingale   | Telefilme                                                                                |
| 1985 | Déjà Vu                                              | Brooke/Maggie          | —                                                                                        |
| 1986 | Rage of Angels: The Story Continues                  | Jennifer Parker        | Telefilme                                                                                |
| 1988 | Windmills of the Gods                                | Mary Ashley            | Telefilme                                                                                |
| 1988 | The Bourne Identity                                  | Marie St. Jacques      | Minissérie                                                                               |
| 1989 | Christine Cromwell: Things That Go Bump in the Night | Christine Cromwell     | Telefilme                                                                                |
| 1989 | Settle the Score                                     | Katherine Whately      | Telefilme                                                                                |
| 1990 | Kaleidoscope                                         | Hilary Walker          | Telefilme                                                                                |
| 1991 | Lies Before Kisses                                   | Elaine Sanders         | Telefilme                                                                                |
| 1991 | The Rape of Doctor Willis                            | Kate Willis            | Telefilme                                                                                |
| 1992 | In the Arms of a Killer                              | Maria Quinn            | Telefilme                                                                                |
| 1992 | Nightmare in the Daylight                            | Megan Lambert          | Telefilme                                                                                |
| 1992 | Love Can Be Murder                                   | Elizabeth Bentley      | Telefilme                                                                                |
| 1994 | Cries Unheard: The Donna Yaklich Story               | Donna Yaklich          | Telefilme                                                                                |
| 1994 | Family Album                                         | Faye Price Thayer      | Telefilme                                                                                |
| 1996 | My Very Best Friend                                  | Dana Griffin           | Telefilme                                                                                |
| 1997 | Married to a Stranger                                | Megan Potter           | Telefilme                                                                                |
| 1998 | Before He Wakes                                      | Bridget Smith Michaels | Telefilme                                                                                |
| 1999 | Free Fall                                            | Renee Brennan          | —                                                                                        |
| 1999 | Three Secrets                                        | Diane                  | Telefilme                                                                                |
| 2000 | Navigating the Heart                                 | Edith Iglauer          | Telefilme                                                                                |
| 2003 | Charlie's Angels: Full Throttle                      | Kelly Garrett          | Participação especial                                                                    |
| 2005 | Ordinary Miracles                                    | Judge Kay Woodbury     | Telefilme                                                                                |
| 2015 | Bridal Wave                                          | Felice Hamilton        | Telefilme                                                                                |
| 2019 | Charlie's Angels                                     | Kelly Garret           |                                                                                          |
| 2019 | Random Acts of Christmas                             | Lauren Larkin          | Telefilme                                                                                |

### Na televisão
| Ano       | Título                            | Personagem            | Notas                                                                         |
| --------- | --------------------------------- | --------------------- | ----------------------------------------------------------------------------- |
| 1970      | The Partridge Family              | Tina                  | Episódio: "When Mother Gets Married"                                          |
| 1973      | McCloud                           | Jackie Rogers         | Episódio: "Showdown at the End of the World"                                  |
| 1975      | McCloud                           | Margaret 'Ellie' Hart | Episódio: "The Man with the Golden Hat"                                       |
| 1975      | Get Christie Love!                | Sari Lancaster        | Episódio: "A Fashion Heists                                                   |
| 1975      | Switch                            | Allie McGuiness       | Episódios: AKA "Las Vegas Roundabout", "The Late Show Murders", "Death Heist" |
| 1975      | The Rookies                       | Judy March            | Episódio: "The Code Five Affair"                                              |
| 1976      | The Captain and Tennille Show     | Ela mesma             | —                                                                             |
| 1976-1981 | Charlie's Angels                  | Kelly Garrett         | 110 episódios                                                                 |
| 1977      | The San Pedro Beach Bums          | Ela mesma             | Episódio: "The Angels and the Bums"                                           |
| 1977      | The Love Boat                     | Janette Bradford      | Episódios: "A Tasteful Affair/Oh, Dale!/The Main Event"                       |
| 1989-1990 | Christine Cromwell                | Christine Cromwell    | 4 episódios                                                                   |
| 2000-2001 | Becker                            | Megan                 | Episódios: "The Wrong Man" e "Pretty Poison"                                  |
| 2002-2004 | The District                      | Vanessa Cavanaugh     | 13 episódios (3-4)                                                            |
| 2004      | Hope & Faith                      | Dr. Anne Osvath       | Episódios: "Natal Attraction" e "Stand by Your Mandi"                         |
| 2010      | Law & Order: Special Victims Unit | Susan Delzio          | Episódio: "Bedtime"                                                           |
| 2012      | CSI: Crime Scene Investigation    | Olivia Hodges         | Episódios: "Malice in Wonderland" e "Homecoming"                              |
| 2021      | All American                      | Wendy Fine            | Episódio: Ready or Not                                                        |
| 2023      | All American                      | Wendy Fine            | Episódio: ''Sabotage''                                                        |
| 2024      | All American                      | Wendy Fine            | Episódios: Connection e I Do (Part II)                                        |
| 2025      | Doctor Odyssey                    | Delia                 | Episódio: Sophisticated Ladies Week                                           |